# 1634

## Esdeveniments
Països Catalans
Resta del món
- Tractat de Polyanovka entre Rússia i Polònia, que donava per acabada la guerra de Smolensk[1]

## Naixements
Països Catalans
Resta del món
- 18 de març - París: Madame de La Fayette, escriptora, autora de la primera novel·la històrica francesa, La princesa de Clèves (m. 1693).[2]
- 18 d'octubre - Nàpols, Itàlia: Luca Giordano, pintor barroc italià (m. 1705).[3]
- 23 de desembre - Viena, Arxiducat d'Àustria: Marianna d'Àustria, arxiduquessa d'Àustria, reina consort de la Monarquia Hispànica i regent de la monarquia (m. 1696).[4]

## Necrològiques
Països Catalans
- 8 de gener, Barcelona: Joan Sala i Ferrer "Serrallonga", bandoler català (n. 1594).
- 20 de desembre, Lleida: Pere de Magarola i Fontanet, 88è President de la Generalitat de Catalunya.

Resta del món
- 2 d'abril - Arcetri: Virginia Galilei, filla gran de Galileo Galilei i Marina Gamba, monja, autora de 124 cartes al seu pare (n. 1600).[5][6]
- 15 de maig - Kampen (Països Baixos): Hendrick Avercamp, pintor neerlandès que va pintar sobretot escenes de patinatge (n. 1585).[7]
- Graz: Erasmus Widmann, compositor i musicògraf.